# Pachycereus marginatus
Pachycereus marginatus är en kaktusväxtart som först beskrevs av Dc., och fick sitt nu gällande namn av Nathaniel Lord Britton och Joseph Nelson Rose. Pachycereus marginatus ingår i släktet Pachycereus och familjen kaktusväxter. Inga underarter finns listade i Catalogue of Life.

## Bildgalleri

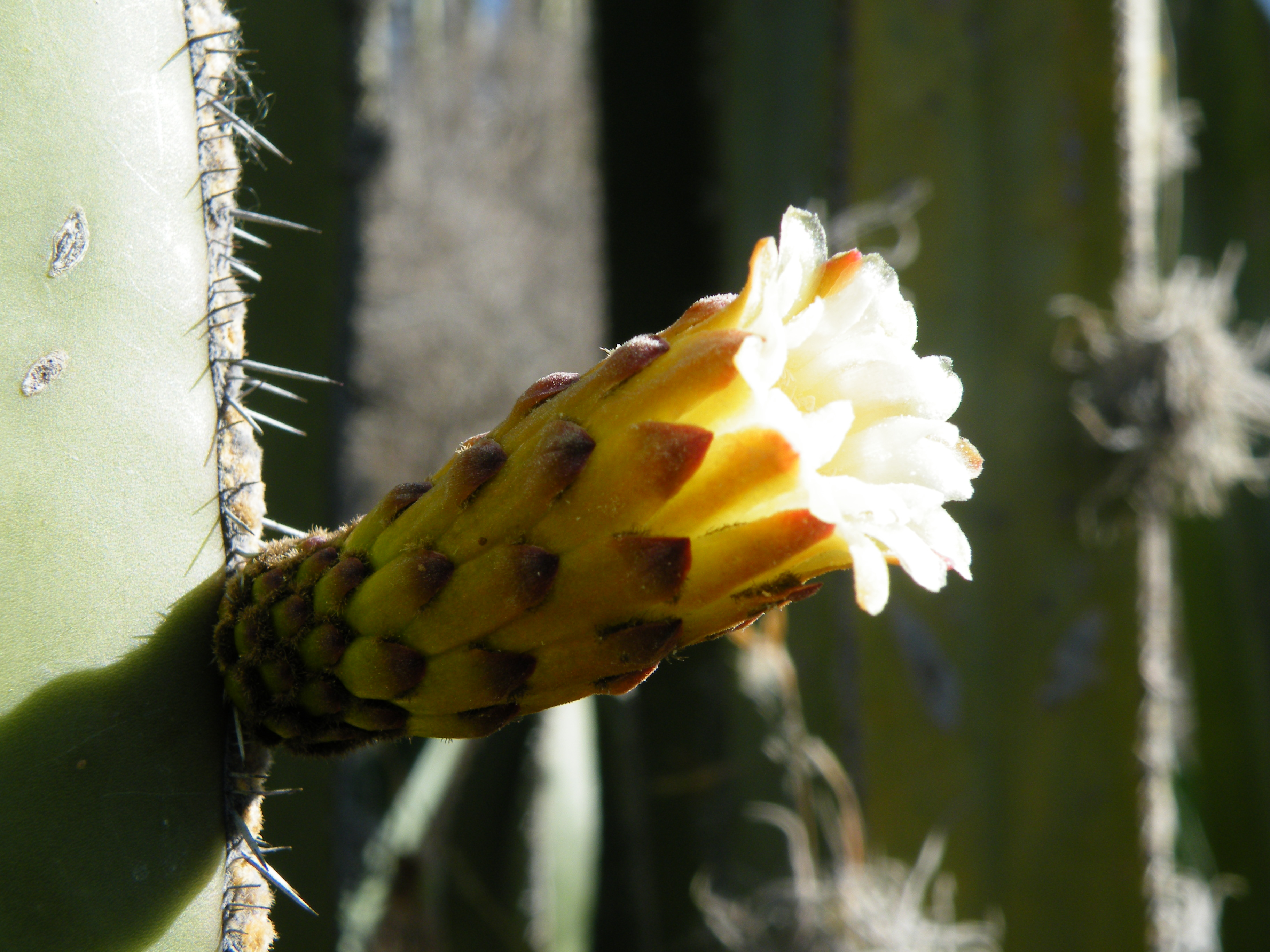
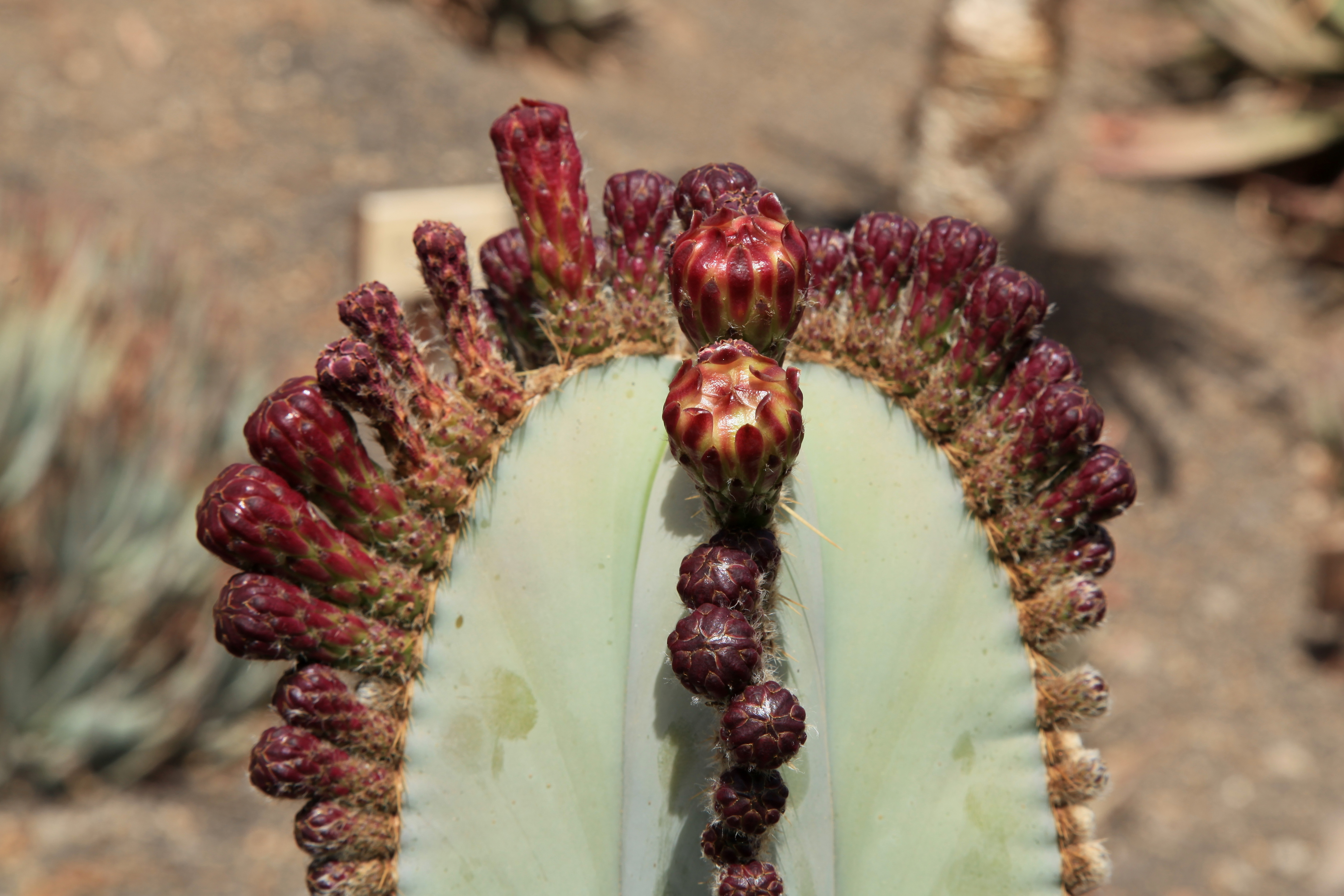
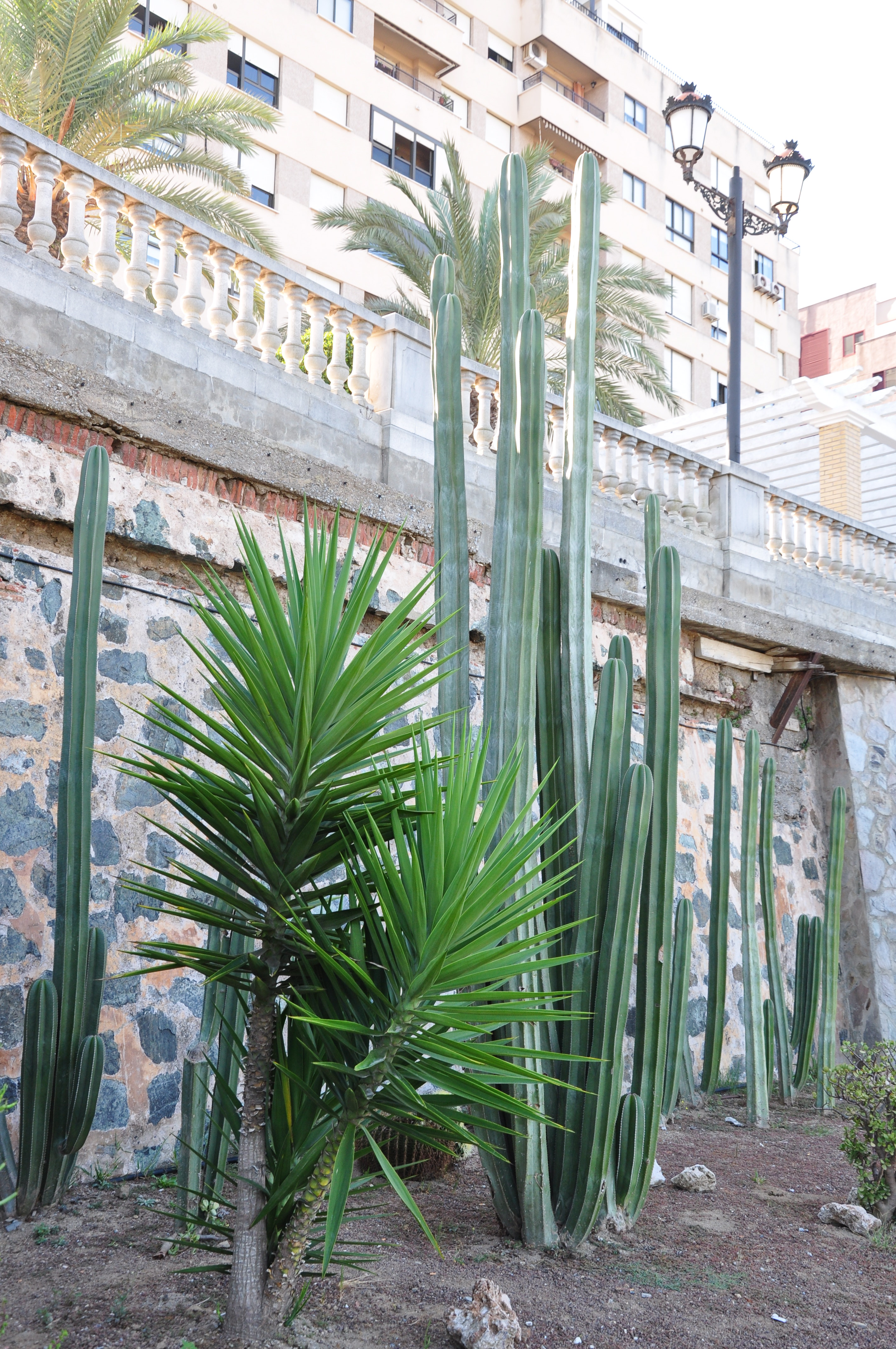
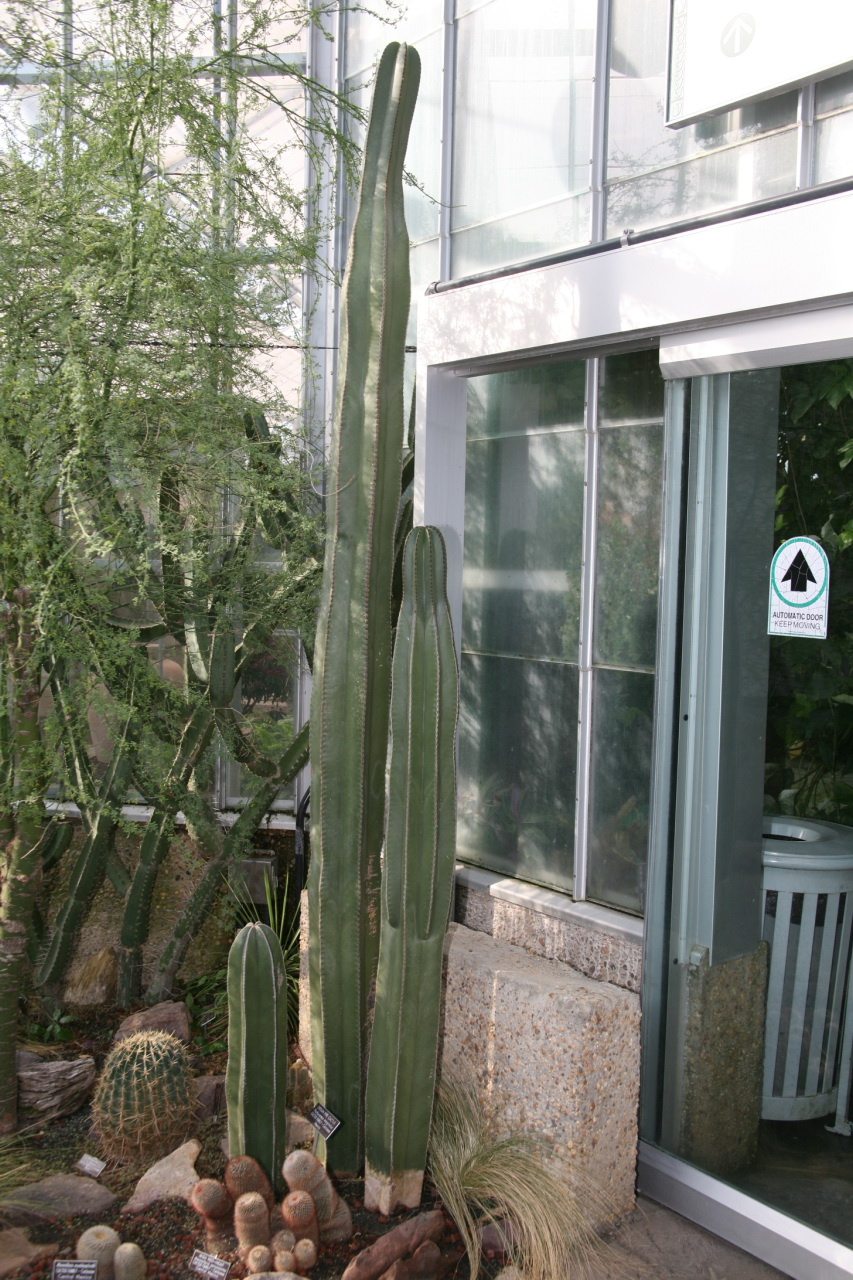
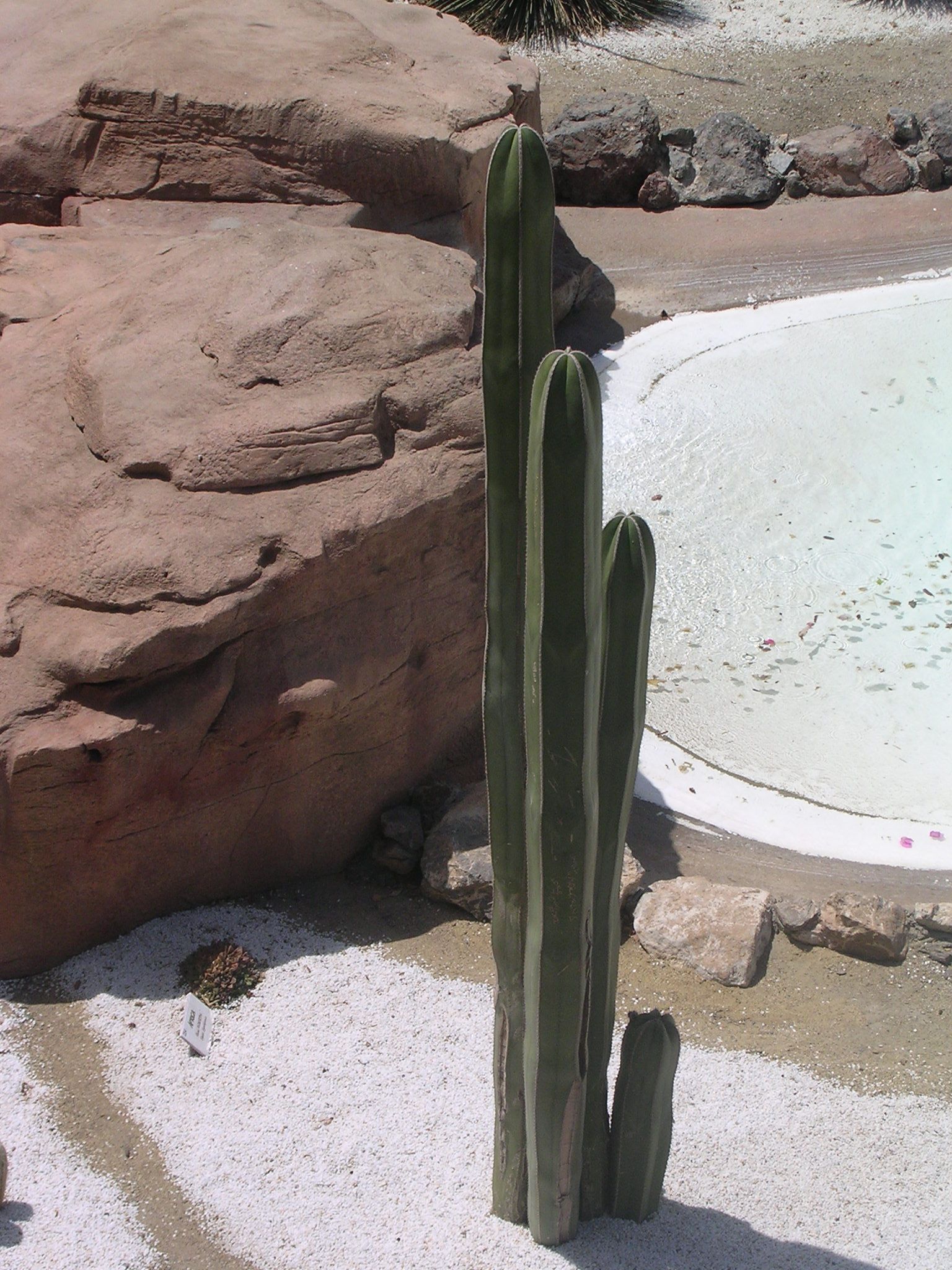
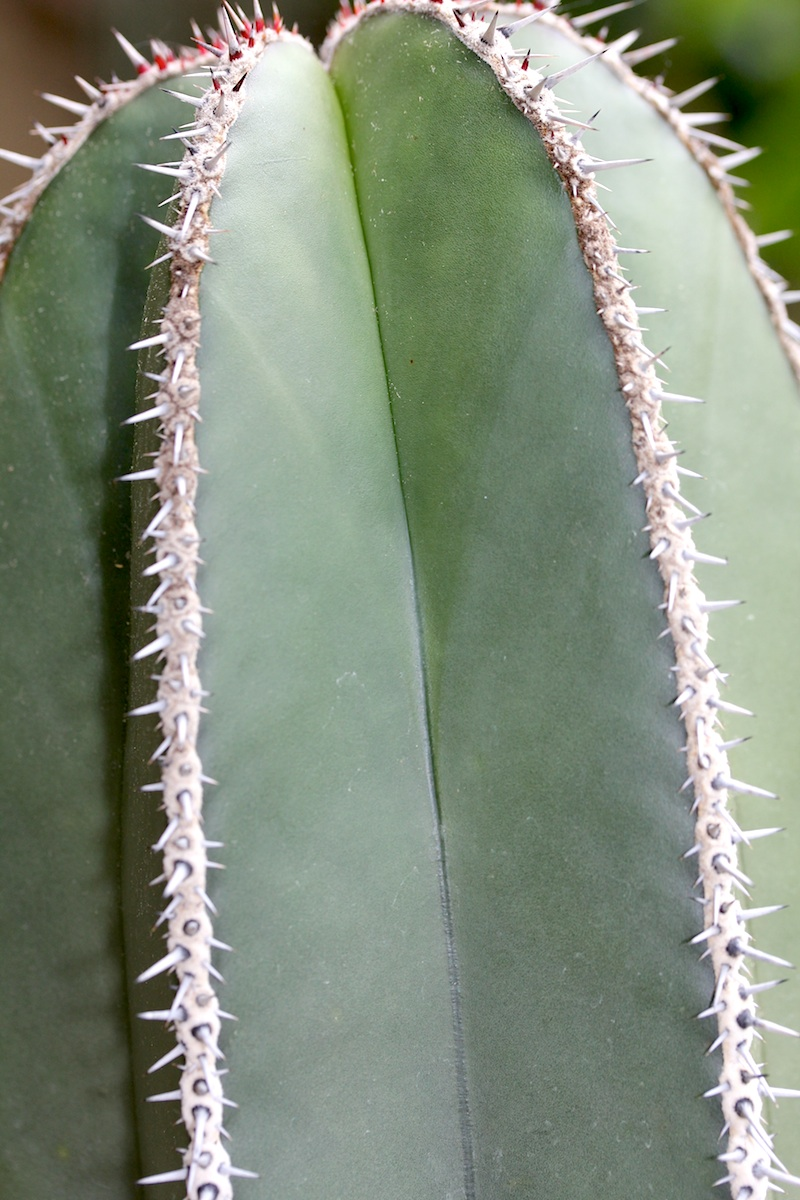